# Vincent Rothuis

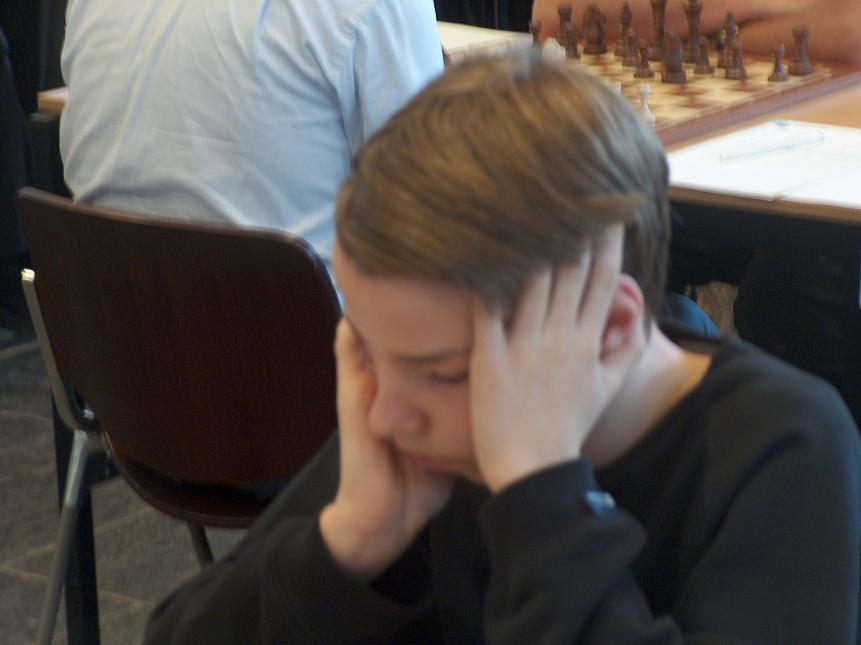
Vincent Rothuis (2005)

Vincent Rothuis (Doetinchem, 17 maart 1990) is een Nederlandse schaker met een KNSB-rating van 2307 (november 2009). Hij is een Internationaal Meester (IM).

## Wedstrijden
- In 1999 speelde Rothuis zijn eerste jeugdtoernooi. Dit was in Bennekom en hij werd meteen eerste.
- In 2002 won Rothuis de categorie C (t/m 14 jaar) bij de Open Nederlandse Jeugdschaak Kampioenschappen.
- In 2004 werd hij Gelders kampioen van de volwassenen.
- Hij speelde mee met het Bevrijdingstoernooi op 5 mei 2005 te Wageningen en eindigde daar met 5.5 uit 7 op een gedeelde tweede plaats. Het toernooi werd gewonnen door Vladimir Jepisjin met 6 uit 7.
- In september 2005 speelde Rothuis mee om het Roc Aventus kampioenschap van Apeldoorn dat door Arthur van de Oudeweetering met 5.5 uit 6 gewonnen werd. Rothuis eindigde met 5 punten op een gedeelde tweede plaats.
- Vincent Rothuis behaalde bij Essent Chess 2005 zijn eerste meesternorm.
- In 2006 won hij het VBG/van Berkel-BSG Pinkstertoernooi met 6 uit 7. Rothuis eindigde het weekendtoernooi boven de Grootmeesters Harmen Jonkman en John van der Wiel.
- Rothuis behaalde zijn tweede meesternorm in de KNSB-competitie 2006-2007. Hij scoorde in de Meesterklasse 6 uit 9, met een TPR van 2534.
- Rothuis behaalde zijn derde meesternorm op het Open NK schaken in Dieren. Hij scoorde 5½ uit 9, met een TPR van 2484.
- In 2008 won Rothuis Groep A van het Euro Chess Tournament 2008 (ONJK) met 7,5 uit 9 met een TPR van 2315.
- Rothuis speelde in de KNSB-competitie een remise van vijf zetten met wit tegen Egbert Clevers: 1.Pf3 e6 2.Pe5 Lc5 3.f3 Lg1 4.g3 Dg5 5.f4 Lxh2 (½-½).

## Overig
- Begon met schaken op zijn 9e bij SV Doetinchem.
- Op zijn 10e ging hij naar BAT Zevenaar.
- Hij was 15 toen hij voor ESGOO zijn eerste seizoen in de Meesterklasse speelde.
- Tegenwoordig speelt hij bij Bussums Schaak Genootschap en Schachklub Turm Kleve 1974 e.V..
- Rothuis gebruikte de schaakserver Playchess vaak als oefening. Zijn hoogst behaalde ratings zijn: 3177 (Blitz) en 3150 (Bullet).
- Tegenwoordig is Rothuis een prominent online schaker op lichess.org onder de naam Opperwezen en wateenellende, waar hij regelmatig toernooien wint op Bullet en de schaakvariant Crazyhouse, waarin hij vaak spart met Jann Lee om de theorie voor Crazyhouse verder te helpen ontwikkelen.

### Voormalig Trainers
- Marino Küper
- Rob Brunia
- Stefan van Blitterswijk
- Yge Visser
- Theo Goossen